# Jurij Knorozow
Jurij Walentinowicz Knorozow, ros. Юрий Валентинович Кнорозов (ur. 19 listopada 1922 w Charkowie, zm. 30 marca 1999 w Petersburgu) – rosyjski historyk, epigraf, badacz pisma Majów.

## Życiorys
Jurij Knorozow urodził się w Charkowie 19 listopada 1922 roku. Pochodził z inteligenckiej rodziny pochodzenia rosyjskiego. W 1939 roku rozpoczął studia historyczne na Charkowskim Uniwersytecie Państwowym im. Gorkiego. Po rozpoczęciu II wojny światowej przebywał w Moskwie, gdzie w roku 1943 rozpoczął studia historyczne na Uniwersytecie Moskiewskim.
Następnie został powołany do wojska, gdzie służył w pododdziałach łączności w 158 pułku artylerii rezerwy. W maju 1945 brał udział w zdobywaniu Berlina. Po zajęciu miasta odnalazł w płonącej Bibliotece Narodowej opracowanie trzech znanych kodeksów Majów pod redakcją Antonia i Carlosa Villacortów. Skłoniło to interesującego się egiptologią oraz pismami dalekowschodnimi historyka do zajęcia się pismem Majów.
Swoje badania prowadził w Leningradzie, gdzie osiadł w późnych latach 40. Jednocześnie pracował w Muzeum Etnograficznym Narodów ZSRR.
Metoda opracowana i stosowana przez Knorozowa do deszyfrowania pisma Majów była później wykorzystywana do rozszyfrowania zabytków pisma na Wyspie Wielkanocnej i opierała się głównie na metodach statystycznych. W październiku 1952 r. opublikował w „Sowietskoj Etnografiji” artykuł poświęcony systemowi piśmienniczemu Majów, który zawierał wyniki dekodowania. Prace Knorozowa zostały entuzjastycznie przyjęte przez środowisko naukowe w ZSRR, ale nie zostały jednak uznane przez część badaczy z zagranicy, w tym przede wszystkim Johna E.S. Thompsona.
W 1975 roku Knorozow za swoją pracę został nagrodzony Nagrodą Państwową ZSRR, a piętnaście lat później prezydent Gwatemali nadał mu złoty medal za zasługi nad badaniem pisma Majów. W 1995 r. w ambasadzie Meksyku w Moskwie został odznaczony Orderem Orła Azteków.
Jurij Knorozow zmarł 30 marca 1999 r. w korytarzu jednego z petersburskich szpitali z powodu udaru i obrzęku płuc.